# Inke (Mađarska)
Inke je selo u južnoj zapadnoj Mađarskoj.
Zauzima površinu od 51,76 km četvornih.

## Zemljopisni položaj
Nalazi se na 46° 23′ 39,01″ sjeverne zemljopisne širine i 17° 11′ 45,38″ istočne zemljopisne dužine. 

## Upravna organizacija
Nalazi se u Čurgujskoj mikroregiji u Šomođskoj županiji. Poštanski broj je 8724.
Berinja i Iharos su jugozapadno, Pogányszentpéter zapadno, Sand i Miháld su sjeverozapadno, Pat je sjeverno-sjeverozapadno, Varászló, Uduloterulet i Nemesdéd su sjeverno-sjeveroistočno, Vése je sjeveroistočno, Csáktanya je neposredno istočno, Šegeš, Otoš-Kunja i Somogyszob su jugoistočno, Kaszó i šuma Baláta-tó su južno, Čičovec južno-jugozapadno.

## Promet
Državna cestovna prometnica br. 61 prolazi kroz ovo selo.

## Stanovništvo
Inke ima 1356 stanovnika (2001.). Skoro svi su Mađari. 4% je Roma.

## Poznate osobe
- István Ferincz, mađ. slavist, filolog

## Vanjske poveznice
- (mađarski) Stranica o mjestu Inke